# 岩藤思雪
岩藤 思雪（いわとう しせつ、本名-新三郎、1879年10月21日 - 1938年3月28日）は、日本の活動弁士、映画監督、編集技師である。日本映画の黎明期にインディペンデントな動きをした人物として知られる。

## 来歴・人物
岡山県勝田郡津山町出身。
1906年（明治39年）ころ、M・パテー商会に「弁士養成所」主任として入社している。英語の翻訳のできるインテリで、文章も書けたので、活弁用の台本の執筆もした。
その後同社で映画監督としてデビュー、1909年（明治42年）5月23日に「第一文明館」で公開された『日本桜』という作品が記録に残っている。同作の撮影は、その10年後に高松豊次郎の「活動写真資料研究会」の撮影技師となる岩岡巽、主演は新派の俳優関根達発であった。翌月25日には牛込区通寺町（現在の新宿区神楽坂6丁目）の「牛込文明館」で公開された『新不如帰』を監督している。同作は日本初のカットバックを使用した作品とされる。また、それと前後して、栗島狭衣・栗島すみ子父子の出演する映画『新桃太郎』を監督している。もちろんいずれも無声映画である。
1912年（大正元年）10月のM・パテー等4社合併による日活以降の岩藤の動きは不鮮明だが、1919年（大正8年）3月、「小林商会」を潰した小林喜三郎がD・W・グリフィス監督の超大作無声映画『イントレランス』（1916年）の日本での興行時に、同作の特徴である4つの時代をまたぐ平行モンタージュを「わかりにくい」として、小林の依頼でバラバラに編集しなおしたのが岩藤であった。翌1920年（大正9年）、小林が個人輸入したように、岩藤も、アメリカ映画『あの丘越えて Over the Hill』（監督ハリー・ミラード、原作ウィル・カールトン、主演メアリー・カー）を個人輸入、1923年（大正12年）5月に日本で公開している。
1927年（昭和2年）には、「太平フィルム」なる会社の製作により、『神の姿』という無声映画を監督している。主演は日活向島撮影所出身で当時高松豊次郎率いるタカマツ・アズマプロダクションの俳優だった藤川三之助である。原作は岩藤だが、脚本の秦哀美は日活向島出身で市川右太衛門プロダクションで脚本を書いていた人物である。
のちにヨーロッパ映画の輸入会社「三映社」の嘱託になっている。同社は、1937年（昭和12年）3月4日に帝国劇場で公開された映画『不滅乃木』を配給しているが、同作は、製作が駒田好洋が経営する「セカイ・フィルム」であり、原作が駒田、サイレントで製作して弁士の「解説」がついた「サウンド版」の作品で、その解説を岩藤が吹き込んでいる。
その後、岩藤は「映音研究所」の文化映画部長に就任したが、1938年（昭和13年）3月28日、出張先の北京市内のホテルで死去した。子息の岩藤雪夫（1902年 - 1989年）はプロレタリア文学の作家であった。

## フィルモグラフィ
- 日本桜　1909年　脚本・監督　※M・パテー商会
- 新不如帰　1909年　※M・パテー商会
- 新桃太郎　1909年　※M・パテー商会
- 神の姿　1927年　原作・監督　※太平フィルム
- 不滅乃木　1937年　解説　※製作セカイ・フィルム、配給三映社

## 参考書籍
- 『日本映画監督全集』、キネマ旬報社、1976年、p.60

## 註
1. 1 2  20世紀日本人名事典. “岩藤思雪(イワトウ シセツ)とは？ 意味や使い方”. コトバンク. 2024年11月20日閲覧。
2. ↑  田中純一郎『日本映画発達史〈1〉活動写真時代』（中央公論社、1968年）の記述を参照。
3. ↑  あの丘越えて - MOVIE WALKER PRESS